# 中村覚
中村 覚（なかむら さとる、安政元年2月20日（1854年3月18日）- 大正14年（1925年）1月29日）は、日本の陸軍軍人、華族。階級は陸軍大将従二位勲一等功二級男爵に昇る。

## 経歴
彦根藩士中村千太夫の二男として生まれる。藩徒士を経て、陸軍教導団に入る。西南戦争に出征。日清戦争時には東宮武官・侍従武官を務めた。日露戦争に出征し旅順攻囲戦で「白襷隊」の指揮官として負傷し、勇名を馳せた。
その後、東京衛戍総督など陸軍の要職や、関東都督、侍従武官長を歴任した。

## 日露戦争
中村の部隊は、第3軍に編入された。南山の戦闘に参加後、旅順攻略に参加する。
旅順攻略戦は、既に2回の総攻撃を仕掛けていたがいまだ陥落せず、次の第3次総攻撃に大きな期待が集まっていた。11月26日に総攻撃を行うことが作戦会議で決定。中村は会議で別働隊による奇襲攻撃を提案したが却下、それでもあきらめずに司令官の乃木希典に了解を得て、奇襲攻撃に準備が進められた。
無謀とも云えるこの作戦の指揮を取ることになった中村は、部下に
「大勢の兵士が死んでいる。そろそろ上（将官階級）の者が死なないと申し訳が立たないではないか」
と述べたと伝えられる。
編制された特別隊は、3000人の規模で要塞に対し夜襲を行うこととなった。所属兵士全員が夜間の味方識別のため白襷を掛けていたことから、この部隊は後に「白襷隊」と呼ばれた。出撃に際し中村は、
「若し我倒れたら、指揮は渡辺大佐に代われ、渡辺が倒れたら大久保中佐が指揮を取れ、各部隊とも順次変わる者を決めておけ。ゆえなく後方に留まったり、隊伍を離れる者があれば斬れ!」
と云う壮絶な訓示を行っている。26日午前8時から攻撃を開始し、午後には歩兵部隊の突撃が始まったが、通常攻撃では陥落させることが出来なかった。夜になり中村の部隊が奇襲を開始したが、途中、兵が地雷を踏み奇襲攻撃が露呈。ロシア軍は探照灯を使用して白襷隊に集中砲火を浴びせた。死者2300人。この戦闘で中村も負傷し、内地に送られる。

## 年譜
- 明治5年（1872年）7月 - 陸軍教導団に入る。
- 明治6年（1873年）11月 - 陸軍教導団卒。陸軍伍長任官。
- 明治7年（1874年）
  - 2月 - 陸軍兵学寮に入る。
  - 10月 少尉試補
- 明治8年（1875年）1月 - 歩兵少尉任官
- 明治10年（1877年）
  - 3月 - 西南戦争で別働第2旅団に編入され、出征。
  - 5月 - 歩兵中尉
  - 10月 - 帰還
- 明治12年（1879年）3月 - 参謀本部管西局員
- 明治14年（1881年）4月 - 歩兵大尉
- 明治19年（1886年）5月 - 歩兵少佐・歩兵第10連隊大隊長
- 明治20年（1887年）4月 - 参謀本部第2局員
- 明治21年（1888年）5月 - 第1師団参謀
- 明治22年（1889年）12月 - 陸軍大学校教官
- 明治24年（1891年）
  - 4月 - 第5師団参謀
  - 12月19日 - 皇太子・嘉仁親王（後の大正天皇）の東宮武官を拝命。
- 明治25年（1892年）9月 - 歩兵中佐
- 明治27年（1894年）
  - 8月30日 - 大本営侍従武官
  - 12月 - 歩兵大佐・東宮武官兼侍従武官
- 明治29年（1896年）10月 - 侍従武官
- 明治30年（1897年）4月14日 - 歩兵第46連隊長
- 明治31年（1898年）10月1日 - 東部都督部参謀長
- 明治32年（1899年）9月 - 陸軍少将
- 明治33年（1900年）4月25日 - 台湾総督府陸軍幕僚参謀長
- 明治35年（1902年）3月 - 歩兵第2旅団長
- 明治37年（1904年）3月 - 日露戦争出征
- 明治38年（1905年）
  - 4月 - 教育総監部参謀長仰付
  - 7月 - 陸軍中将
- 明治39年（1906年）2月 - 教育総監部参謀長
- 明治40年（1907年）
  - 1月 - 第15師団長
  - 9月 - 歴戦の功により男爵の爵位を授けられ、華族に列せられる。
- 明治41年（1908年）12月29日[2] - 岡沢精の後を受け、第2代侍従武官長に就任。
- 大正2年（1913年）8月 - 東京衛戍総督
- 大正3年（1914年）9月 - 関東都督
- 大正4年（1915年）1月 - 陸軍大将[3]
- 大正6年（1917年）7月 - 軍事参議官
- 大正8年（1919年）2月 - 後備役
- 大正14年（1925年）1月29日 - 薨去。墓所多磨霊園(22-1-27)[4]。

## 栄典
位階
- 1875年（明治8年）7月20日 - 正八位[5]
- 1880年（明治13年）1月31日 - 従七位[5]
- 1881年（明治14年）6月30日 - 正七位[5]
- 1886年（明治19年）7月8日 - 従六位[5][6]
- 1892年（明治25年）3月28日 - 正六位[5][7]
- 1895年（明治28年）2月28日 - 従五位[5][8]
- 1899年（明治32年）11月14日 - 正五位[5][9]
- 1904年（明治37年）12月16日 - 従四位[5][10]
- 1907年（明治40年）3月11日 - 正四位[5][11]
- 1910年（明治43年）4月30日 - 従三位[5][12]
- 1915年（大正4年）2月20日 - 正三位[5][13]
- 1919年（大正8年）3月10日 - 従二位[5][14]

爵位
- 1907年（明治40年）9月21日 - 男爵[5][15]

勲章等
| 受章年                     | 略綬 | 勲章名                       | 備考 |
| -------------------------- | ---- | ---------------------------- | ---- |
| 1878年（明治11年）8月28日  |      | 勲六等単光旭日章             |      |
| 1885年（明治18年）4月7日   |      | 勲五等双光旭日章             |      |
| 1889年（明治22年）11月29日 |      | 大日本帝国憲法発布記念章     |      |
| 1893年（明治26年）5月26日  |      | 勲四等瑞宝章                 |      |
| 1895年（明治28年）10月18日 |      | 功四級金鵄勲章               |      |
| 1895年（明治28年）10月18日 |      | 旭日小綬章                   |      |
| 1895年（明治28年）11月18日 |      | 明治二十七八年従軍記章       |      |
| 1900年（明治33年）5月31日  |      | 勲三等瑞宝章                 |      |
| 1902年（明治35年）5月10日  |      | 明治三十三年従軍記章         |      |
| 1905年（明治38年）5月30日  |      | 勲二等瑞宝章                 |      |
| 1906年（明治39年）4月1日   |      | 功二級金鵄勲章               |      |
| 1906年（明治39年）4月1日   |      | 勲一等旭日大綬章             |      |
| 1906年（明治39年）4月1日   |      | 明治三十七八年従軍記章       |      |
| 1915年（大正4年）11月10日  |      | 大礼記念章（大正）           |      |
| 1916年（大正5年）4月1日    |      | 金杯一組                     |      |
| 1916年（大正5年）4月1日    |      | 大正三四年従軍記章           |      |
| 1920年（大正9年）11月1日   |      | 金杯一組                     |      |
| 1920年（大正9年）11月1日   |      | 大正三年乃至九年戦役従軍記章 |      |
| 1925年（大正14年）1月29日  |      | 旭日桐花大綬章               |      |

外国勲章佩用允許
| 受章年                    | 国籍       | 略綬 | 勲章名       | 備考 |
| ------------------------- | ---------- | ---- | ------------ | ---- |
| 1915年（大正4年）10月30日 | 支那共和国 |      | 一等文虎勲章 |      |

## 親族
- 父：中村千太夫 - 彦根藩士
- 妻：外千代 - 彦根藩士・小林松太郎の妹
- 長男：中村謙一 中村の後を継ぎ、鉄道省建設局長に進んだ。
- 次男：中村謙二 陸軍士官学校（18期）卒。陸軍大佐に進む。
- 三男：森村謙三 - ６代目森村市左衛門の異母弟・森村豊の娘婿。東京高等商業学校卒業後三井物産入社、その後渡米して森村ブラザーズの事業に携り、ナシヨナル・バンク・オブ・コンマースで銀行事務を硏究、帰国後第一銀行日比谷支店支配人を経て森村同族会社幹部[30]。長女・和子の舅に稲田三之助。相婿に長與又郎
- 四男：多羅尾謙四郎 - 大阪海上火災保険社長・多羅尾源三郞の娘婿[31]
- 五男：小林謙五 海軍に入り、海軍中将・旅順方面特別根拠地隊司令官まで昇進。
- 娘：節 - 児玉国男（子爵・児玉源太郎四男）の妻[32]
- 娘：いさを - 伯爵・伊東靖祐（伊東祐亨長男）の妻[32]

## 登場する作品
- 二百三高地
  - 映画版では名和広が、テレビドラマ版では浜田晃が演じた。
- 坂の上の雲（司馬遼太郎）
  - テレビドラマ版では塩野谷正幸が演じた。